# 贝尔索内
贝尔索内（義大利語：Bersone），是意大利特伦托自治省的一个市镇。总面积9平方公里，人口288人，人口密度32.0人/平方公里（2009年）。ISTAT代码为022012。